# Les plus beaux livres suisses
Les plus beaux livres suisses est un prix littéraire suisse fondé en 1943, qui a pour vocation de primer et valoriser des créations contemporaines dans la production et l'art du livre. Le prix a été fondé à l'initiative du typographe Jan Tschichold.

## Histoire
Le concours, créé par l'association suisse alémanique des libraires et éditeurs (SBVV), a été transmis en 1998 à l'office fédéral de la culture sur mandat du département fédéral de l'intérieur,.
Il intègre le Prix Jan-Tschichold créé en 1997 qui « récompense une production extraordinaire » dans le domaine du livre et est doté de 15 000 francs. Il est décerné à une personnalité, un collectif ou une institution.

## Principe
Le concours est ouvert à tous les livres dont au moins un des partenaires (graphiste, éditeur, imprimeur) est basé en Suisse.
Les lauréats reçoivent un diplôme d'honneur et leurs ouvrages sont présentés lors d'une tournée nationale et internationale. Ils apparaissent dans un catalogue qui est édité chaque année.